# Rasza asz-Szamalijja
Rasza asz-Szamalijja (arab. راشا الشمالية) – wieś w Syrii, w muhafazie Idlib. W 2004 roku liczyła 694 mieszkańców.